# Golfo di Ancona
Il golfo di Ancona è un'insenatura del mare Adriatico centrale, compresa tra il promontorio di Ancona (ultima propaggine settentrionale di monte Conero) e Falconara Marittima. Le dimensioni sono limitate, ma il golfo ha comunque una certa importanza geografica, in quanto esso è l'unica insenatura nei circa quattrocento chilometri di litorale adriatico che vanno dal delta del Po al golfo di Vasto.
Sin dalla Preistoria è frequentato dai naviganti, che trovavano un sicuro approdo nel porto naturale.

## Descrizione

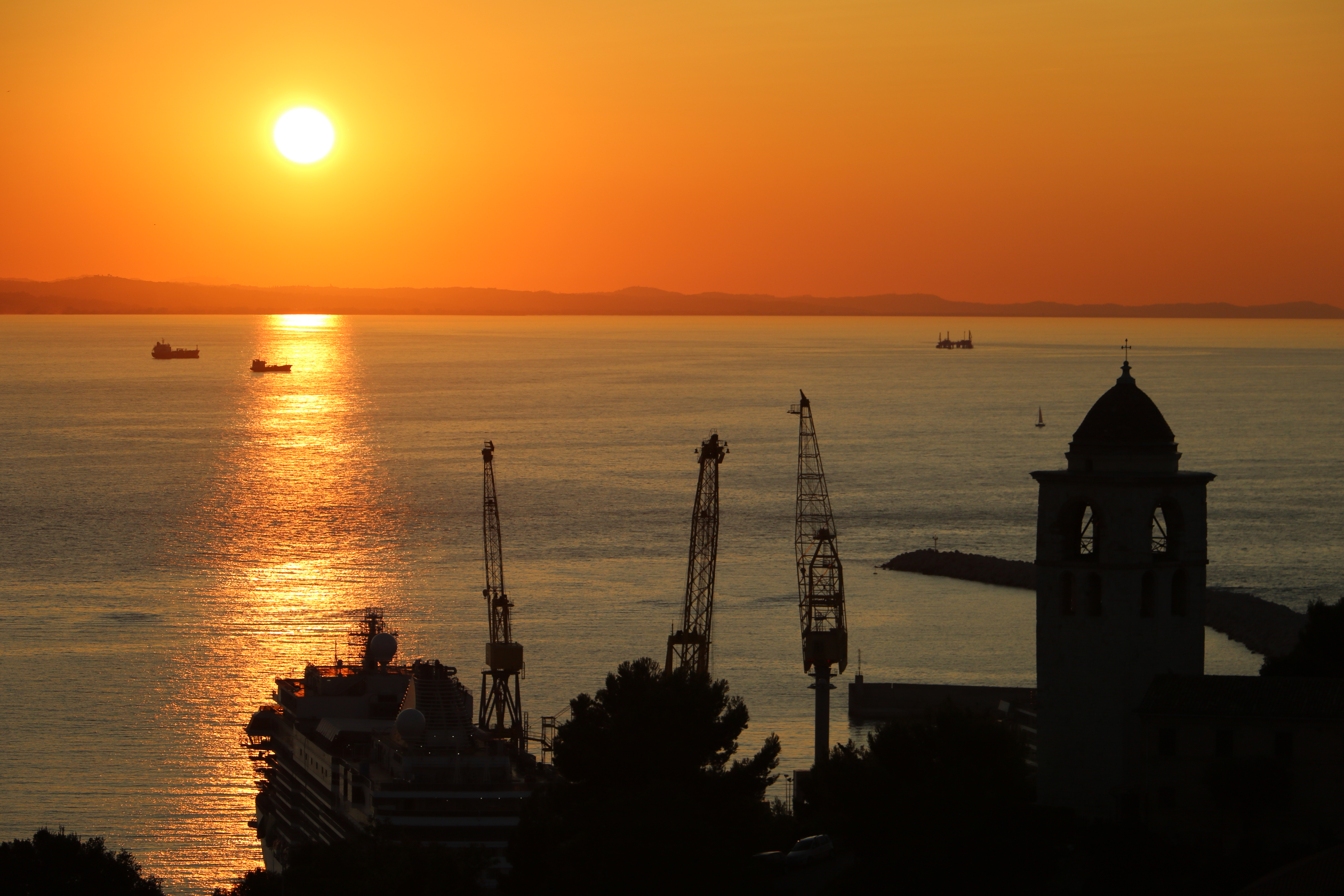
Il golfo visto da sud (dal colle dei Cappuccini), con il campanile del Duomo sulla destra

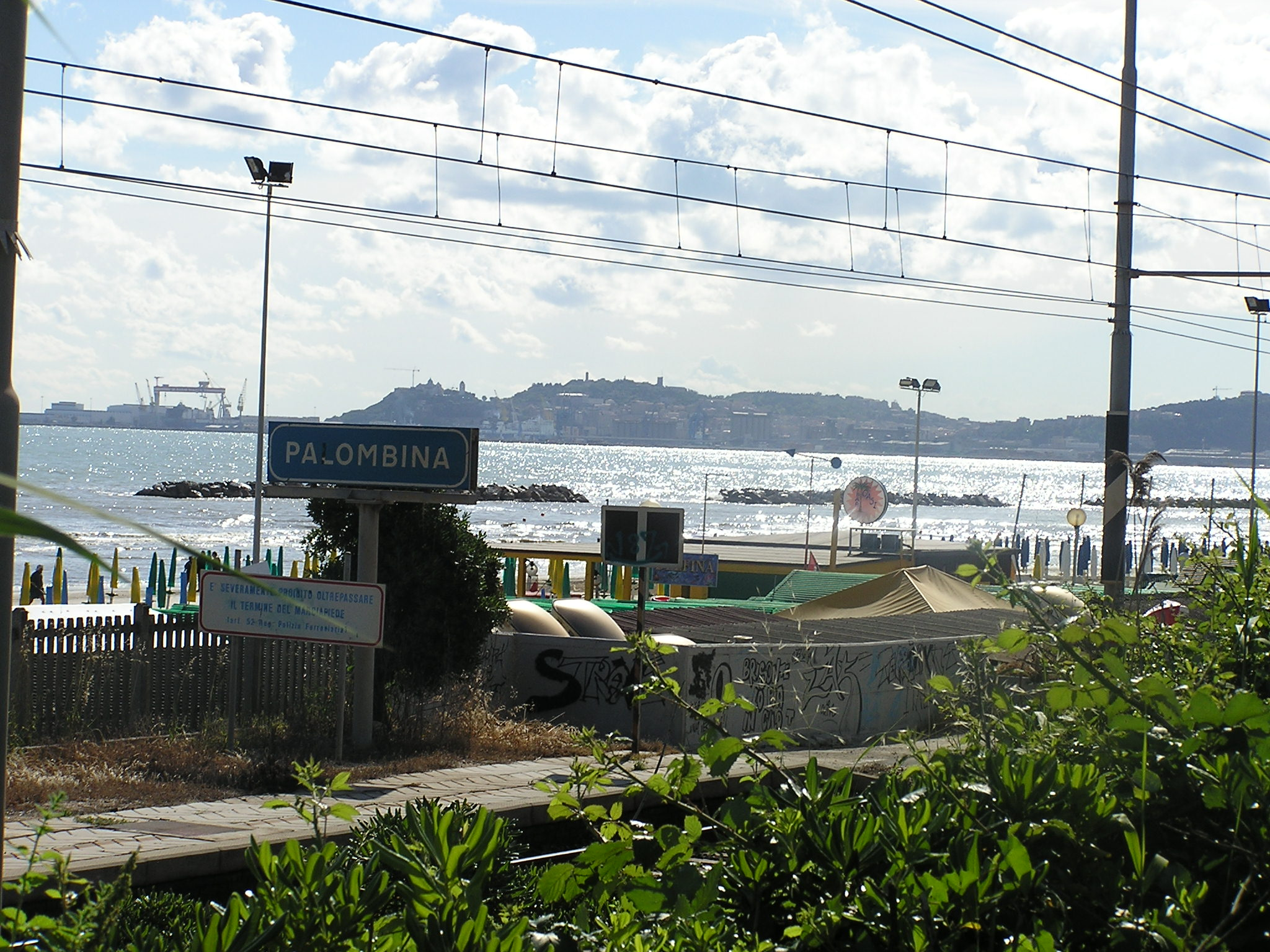
Il golfo visto da nord (da Palombina Nuova)

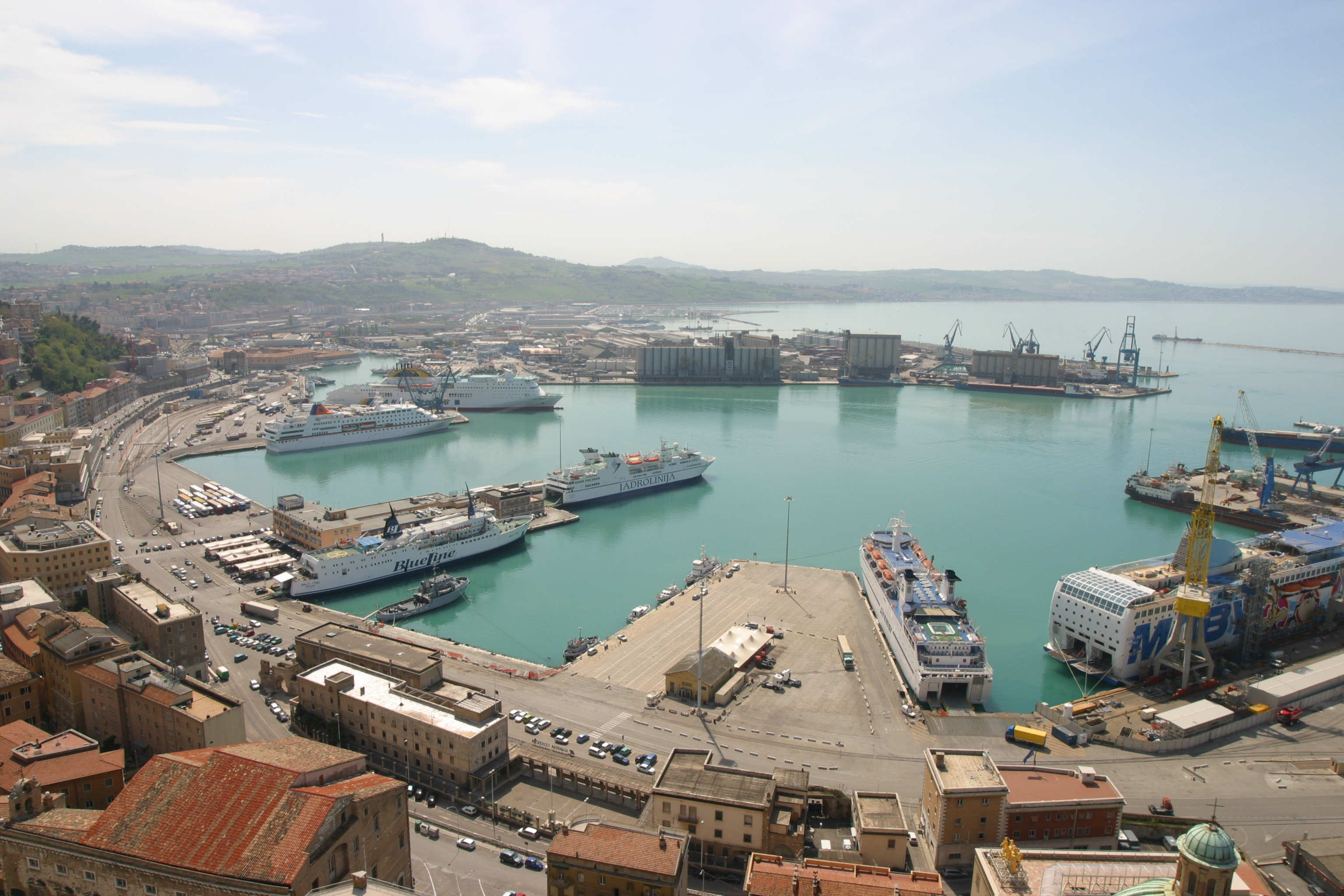
Il golfo e il porto di Ancona

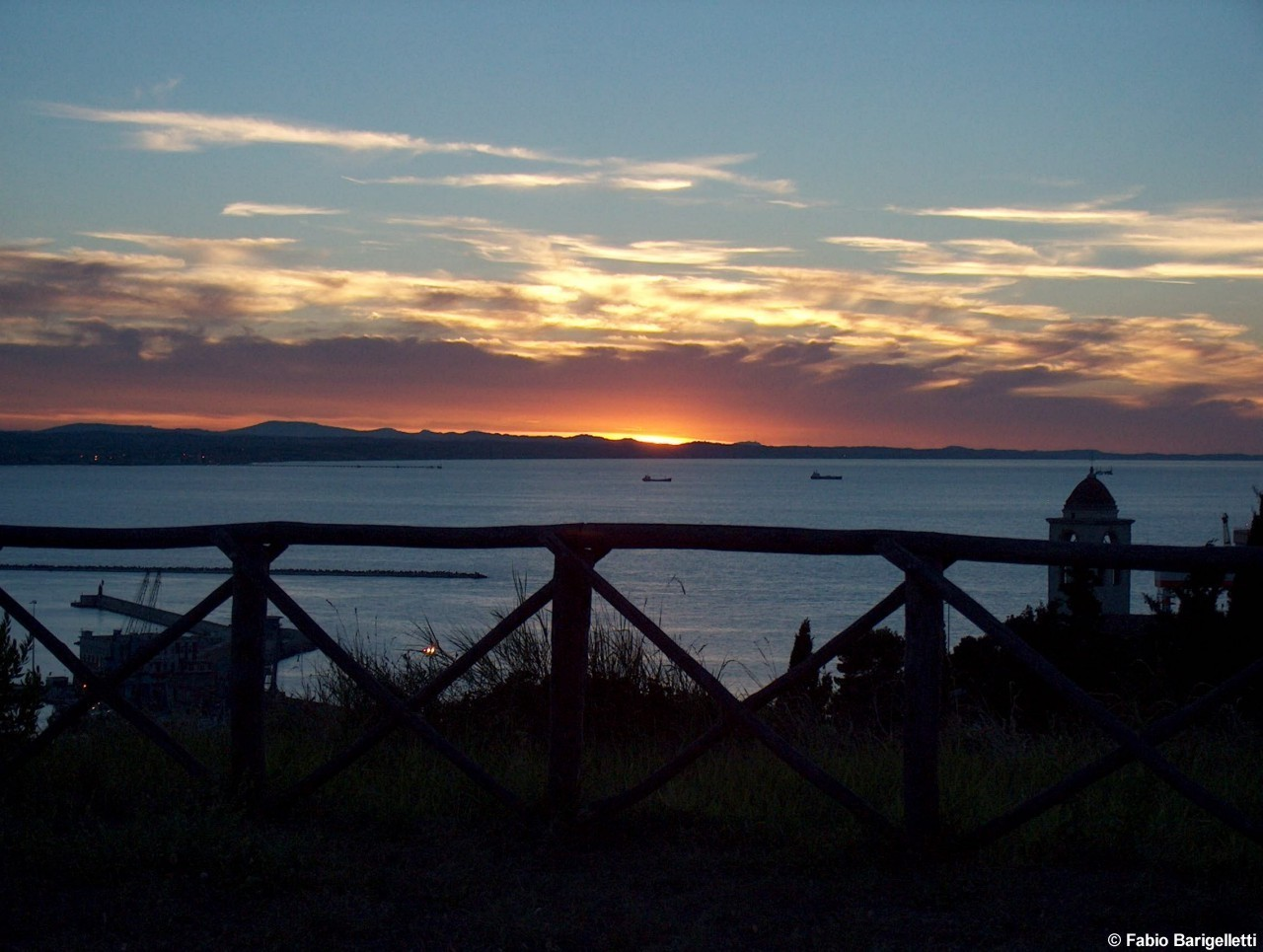
Il golfo visto da sud (dal colle dei Cappuccini)

Il litorale del golfo è affiancato da una linea ininterrotta di nuclei abitati: il centro della città di Falconara Marittima, il quartiere falconarese di Palombina vecchia, i quartieri anconitani di Palombina Nuova, Collemarino, Torrette, Palombella; si arriva quindi al porto di Ancona, sul quale si affacciano gli antichi rioni degli Archi, di Capodimonte e di San Pietro. Da Falconara Marittima alla stazione di Ancona Centrale l'insenatura è bordata dalla via Flaminia (diverticolo dell'antica consolare Flaminia) e dalla ferrovia Bologna-Ancona, inaugurata nel 1860.
A Falconara Alta si trova un belvedere da cui si domina una vita completa sul golfo, sino alla città e al porto di Ancona; la terrazza panoramica è inserita in una zona verde ed è denominata "Balcone del golfo".
Nel tratto che va da Falconara Marittima alle Torrette il golfo è costeggiato da una spiaggia sabbiosa molto frequentata, specie in corrispondenza di Palombina Nuova, Palombina Vecchia e Falconara Marittima; tutto questo tratto di costa è protetto da scogliere emerse, costruite a difesa del litorale tra gli anni cinquanta e ottanta del Novecento, poste tra i 100 m e i 200 metri dalla battigia. Per recarsi in spiaggia è necessario attraversare la trafficatissima via Flaminia (principale via di comunicazione tra Falconara e Ancona) e la ferrovia Bologna-Ancona e sono perciò presenti numerosi sottopassaggi e ponti pedonali. 
Lo specchio di mare compreso tra il rione della Palombella e il centro di Ancona è il più riparato dalle onde e dunque esso accoglie fin dall'antichità il porto di Ancona.
Una visione completa di tutto il golfo la si può godere dal piazzale del duomo di Ancona. Il panorama su questo golfo (e sul colle del duomo di Ancona che su esso si affaccia) caratterizza il paesaggio di tutta la costa marchigiana da Ancona a Senigallia.